# Cyaneolytta gestroi
Cyaneolytta gestroi es una especie de coleóptero de la familia Meloidae.

## Distribución geográfica
Habita en Bogos (África).